# STS-38
STS-38 var den trettiosjunde flygningen i det amerikanska rymdfärjeprogrammet och sjunde i ordningen för rymdfärjan Atlantis. Den sköts upp från Pad 39B vid Kennedy Space Center i Florida den 15 november 1990. Efter knappt fem dagar i omloppsbana runt jorden återinträdde rymdfärjan i jordens atmosfär och landade vid Kennedy Space Center.
Flygningen gjordes på uppdrag av USA:s försvarsdepartement.